# 開放兩岸探親

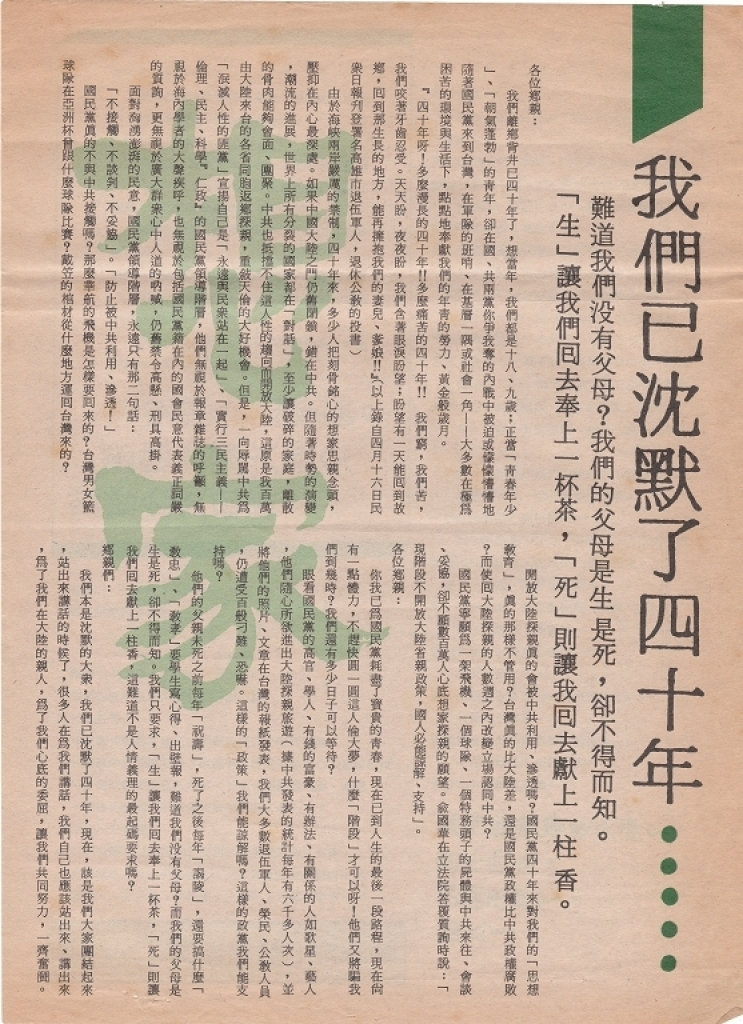
「我們已沉默了四十年」傳單。

開放兩岸探親是中華民國蔣經國政府自1987年11月2日起施行的政策，允許現役軍人及公務員以外，在中國大陸有三親等內血親、姻親或配偶的民眾，登記前往中國大陸探親，主要受惠對象為臺灣的外省族群。此為臺灣方面重啟海峽兩岸交流的首個措施，並為後續海峽兩岸恢復全面性的民間往來展開序幕。

## 背景
在開放兩岸探親之前，兩岸基於蔣經國政府的「三不政策」，臺灣外省人無法返鄉探親。而在1987年3月間，中國國民黨籍立法委員趙少康於立法院質詢，要求開放老兵返鄉探親。

## 經過

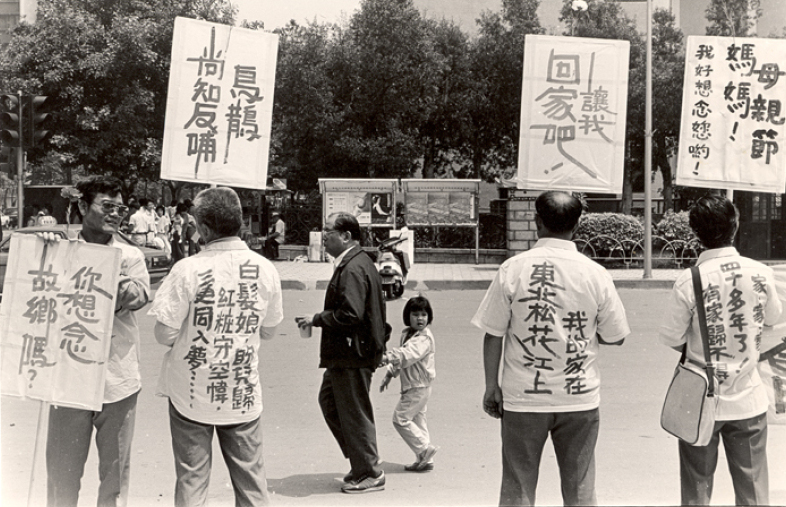
外省人返鄉探親促進會成員於國父紀念館，手持標語公開表達訴求。

根據姜思章著作《怒吼》一書所記載，外省人返鄉探親促進會第一份傳單「我們已沈默四十年」於1987年4月印製發出，先後印製30萬份。由何文德、夏正勛（夏子勛）、朱文貴等人拿去散發，引起相當的迴響。
然而，4月3日行政院長俞國華仍重申反對開放「人民往來探親貿易」；4月18日外交部長朱撫松又繼續強調「民間與大陸進行通郵探親現階段不能考慮」。民主進步黨台灣省議員游錫堃於5月22日領銜於台灣省議會提案，又遭中國國民黨台灣省黨部要求國民黨籍省議員撤銷連署。外省人返鄉探親促進會於1987年4月15日正式成立，展開老兵返鄉探親運動。5月時大批榮民聚集於國軍退除役官兵輔導委員會請願，要求開放返鄉，引爆肢體衝突。
6月5日自立晚報揭露：民進黨首屆立法委員吳淑珍於立法院會議發言為金門東崗慘案對兩岸關係檢討質詢。月中，外省人返鄉探親促進會第二份傳單「想回家！怎麼辦？」印製10餘萬份各處散發，並做為6月28日金華女中演講會的主要宣傳DM。7月14日，俞國華與國防部部長鄭為元共同副署蔣總統頒佈的解嚴令，宣告臺灣地區自次日凌晨零時起解除長達38年又2個月的戒嚴令，同時廢止期間制定的30項相關法令；但在7月底交通部及內政部公布新的「國民前往港澳地區觀光輔導實施要點」中，第12條仍明白規定「禁止旅行業安排或協助旅客進入大陸」，對於兩岸人民往來維持嚴格的限制。

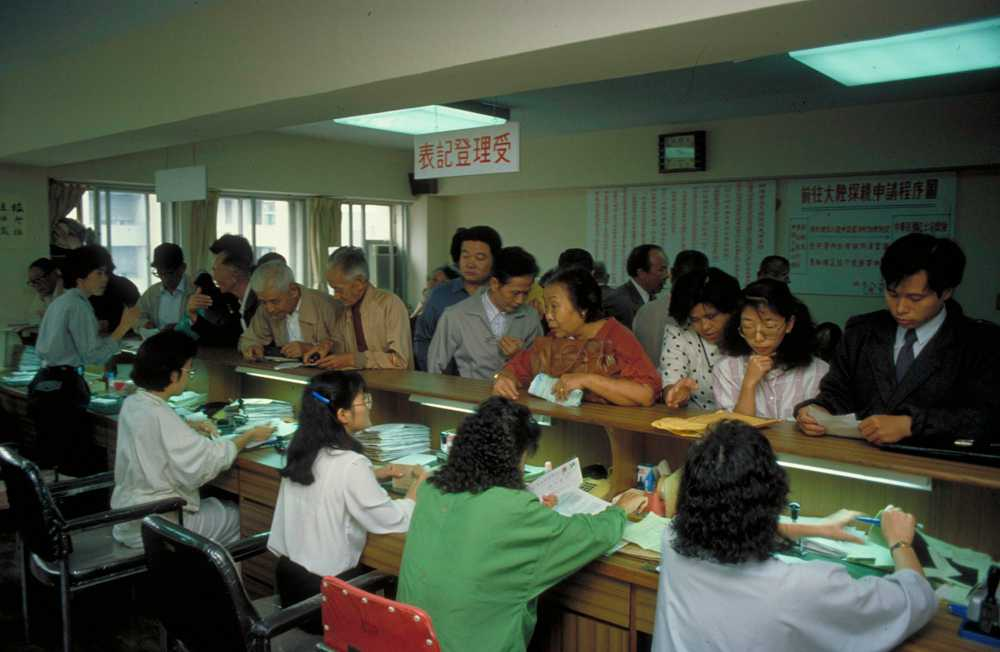
中華民國紅十字會辦理大陸探親手續服務

8月，政府宣布考慮開放一般民眾返鄉探親後，9月外省人返鄉探親促進會發出第三份傳單「回家的時候到了！」，除了要求政府擴大開放探親範圍，也將「返回大陸應辦理手續及注意事項」詳列於後，做為9月20日龍安國小演講會主要文宣。11月，外省人返鄉探親促進會印製第四份傳單「抓我來當兵，送我回家去！」，要求當局應給每位窮苦老兵新台幣6萬元作返鄉探親路費。到了11月底，外省人返鄉探親促進會聯合教師人權促進會聯合舉辦群眾大會，印製散發第五份傳單「阻礙返鄉探親，年底不給選票」，印製5萬份散發，爭取公教人員返鄉探親權利。
老兵返鄉探親運動喊出「想家」口號引起的輿論壓力，促使蔣經國政府決定在當年11月2日正式開放返鄉探親，准許在中國大陸有三親等內血親、姻親或配偶的民眾，向指定單位登記後，可赴中國大陸探親。

## 結果與影響
開放兩岸探親後，海峽兩岸38年的隔絕得到緩解。1988年初，台湾第一个返乡探亲团“台湾外省人返乡探亲团”來到中國大陆。此後數以百萬從中國大陸各省輾轉來到臺灣的軍民得以進入中國大陸與長期分離的親友重聚，也為台灣奠定開放性兩岸關係的基石。